# Fernando Norzagaray y Escudero
Fernando Norzagaray y Escudero (Sant Sebastià, 19 de juliol de 1808 - Madrid, 12 de setembre de 1860) fou un militar i governador colonial espanyol. D'origen basc, fou lloctinent general abans d'esdevenir el 104è Governador de Puerto Rico i el 78è Governador de les Filipines sota la colonia espanyola. També va fer una carrera política a Espanya, el 1840 fou breument Ministre de Guerra i en el seu retorn a Espanya el 1860 va ser nomenat senador, encara que va morir el mateix any.

## Puerto Rico
Va realitzar infraestructures a Puerto Rico, com el 'Gran Pont del General Norzagaray', el qual va travessar el corrent de Los Frailes. També va construir arsenals i va crear una cavalleria.

## Filipines
Norzagaray va autoritzar l'establiment de cases de canvi de moneda estrangera el 18 de juny de 1857, només dos mesos després del seu ascens a governador. Va ordenar reformes de l'administració local el setembre de 1858 i va reorganitzar la infanteria el setembre de 1859. L'abril de 1859 deu sacerdots Jesuïtes van arribar a les Filipines, després de ser admesos un altre cop en l'arxipèlag, per persuadir a Norzagaray perquè els concedís una escola. Els va donar l'Escola Municipal que era l'única escola primària a Manila, l'1 d'octubre de 1859. En 1858 va establir un jardí botànic, el Jardín Botánico, en el lloc ara conegut com a Jardí Mehan.

## Campanya Cochinchina
Va enviar tropes Filipines a Cochinchina, Vietnam del Sud, el 1858, en una campanya conjunta amb els francesos. Espanya i França van reclamar la  defensa del catolicisme a Vietnam, amb  la reacció d'Espanya per l'execució del bisbe José María Díaz Sanjurjo a Nam Dinh, Vietnam del Nord, el 20 de juliol de 1857. L'expedició va aixecar esperances de comerç Filipí creixent dins Àsia, però, Espanya i la seva colònia van obtenir poc benefici de llarg termini per la campanya de quatre anys.
Al Setge de Tourane, l'armada espanyola va ser representada pel vaixell El Cano, només un dels inicial 13 vaixells de guerra utilitzats durant la campanya. El transport va incloure una bateria d'artilleria marina i 1.000 tropes provinents de l'espanyol garrison de les Filipines, majoritàriament Tagalogs i Visayans. Van ser posades sota l'ordre de l'Almirall francès Charles Rigault de Genouilly. El combinat franco-espanyol va ser obligat a evacuar Tourane, donant pas als Vietnamites. La mateixa força va ser utilitzada en el Setge de Saigon, el qual va ser posat sota les ordres del mateix almirall francès, que aconseguí la victòria.
El 1860, la majoria de les forces espanyoles sota l'ordre d'Almirall Bernardo Ruiz de Lanzarote van ser retirades a petició francesa que va anar per desenvolupar una colònia a Vietnam.

## Llegat
La ciutat de Norzagaray, anteriorment Casay, va ser anomenada en el seu honor. Durant el seu mandat va separar Casay de Angat.